# Туя західна (Кам'янець-Подільський, сквер «Молодіжний»)
Ту́я за́хідна — ботанічна пам'ятка природи місцевого значення в Україні. Розташована в межах міста Кам'янець-Подільський, у сквері «Молодіжному». 
Площа 0,01 га. Статус надано згідно з рішенням облвиконкому від 16.10.1991 року № 171. Перебуває у віданні: КП «Кам'янецький парк». 
Статус надано з метою збереження чотирьох екземплярів туї західної віком бл. 40 років.